# Chthonius ressli
Chthonius ressli är en spindeldjursart som beskrevs av Beier 1956. Chthonius ressli ingår i släktet Chthonius och familjen käkklokrypare. Inga underarter finns listade i Catalogue of Life.